# لئونید آزگالدیان
لئونید آزگالدیان (ارمنی: Լեոնիդ Ռուբենի Ազգալդյան؛ ۲۲ نوامبر ۱۹۴۲ – ۲۱ ژوئن ۱۹۹۲) یک فیزیک‌دان اهل ارمنستان بود که در جریان جنگ قره‌باغ فرمانده نظامی برجسته بود. وی به عنوان یکی از بنیانگذاران، و فرمانده نیروهای ویژه تحت عنوان ارتش آزادی‌بخش (به ارمنی: Ազատագրական Բանակ) شناخته می‌شود.

## زندگی‌نامه
لئونید آزگالدیان در روز ۲۲ نوامبر ۱۹۴۲ در تفلیس جمهوری سوسیالیستی گرجستان شوروی به دنیا آمد. پدرش روبن آزگالدیان اصلاً از اهالی کامو، ارمنستان بود. لئونید در سال ۱۹۵۹ از مدرسه آسکاناز مراویان فارغ‌التحصیل شد و در سال ۱۹۶۰ در دانشکده فیزیک دانشگاه دولتی مسکو پذیرفته شد. وی دیرتر پس از انتقال به دانشگاه دولتی ایروان از دانشکده فیزیک این دانشگاه فارغ‌التحصیل شد.
لئونید آزگالدیان یکی از پیشگامان جنبش قره‌باغ و یک نظریه‌پرداز نظامی کلیدی بود.
وی دیرتر به جمهوری جمهوری آرتساخ نقل مکان نمود و در نبردهای گتاشن، شاهومیان و مارتاکرت شرکت نمود. وی به همراه هوُسپ هوُسپیان از بنیانگذاران نیروهای ویژه تحت عنوان ارتش آزادی‌بخش (به ارمنی: Ազատագրական Բանակ) بود.
آزگالدیان در روز ۲۱ ژوئن ۱۹۹۲ در روستای دوناشن در استان مارتاکرت جمهوری آرتساخ کشته شد. پس از مرگش نشان صلیب رزمی (ارمنستان) (درجه یک) به وی اعطا گردید.

## نگارخانه

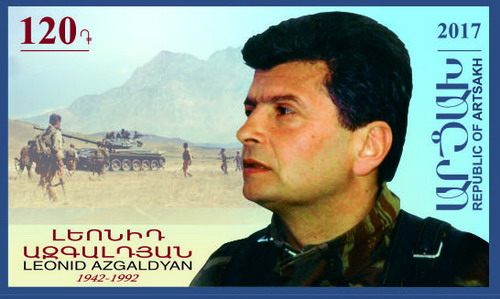
تمبر یادبود لئونید آزگالدیان، جمهوری آرتساخ (۲۰۱۷)
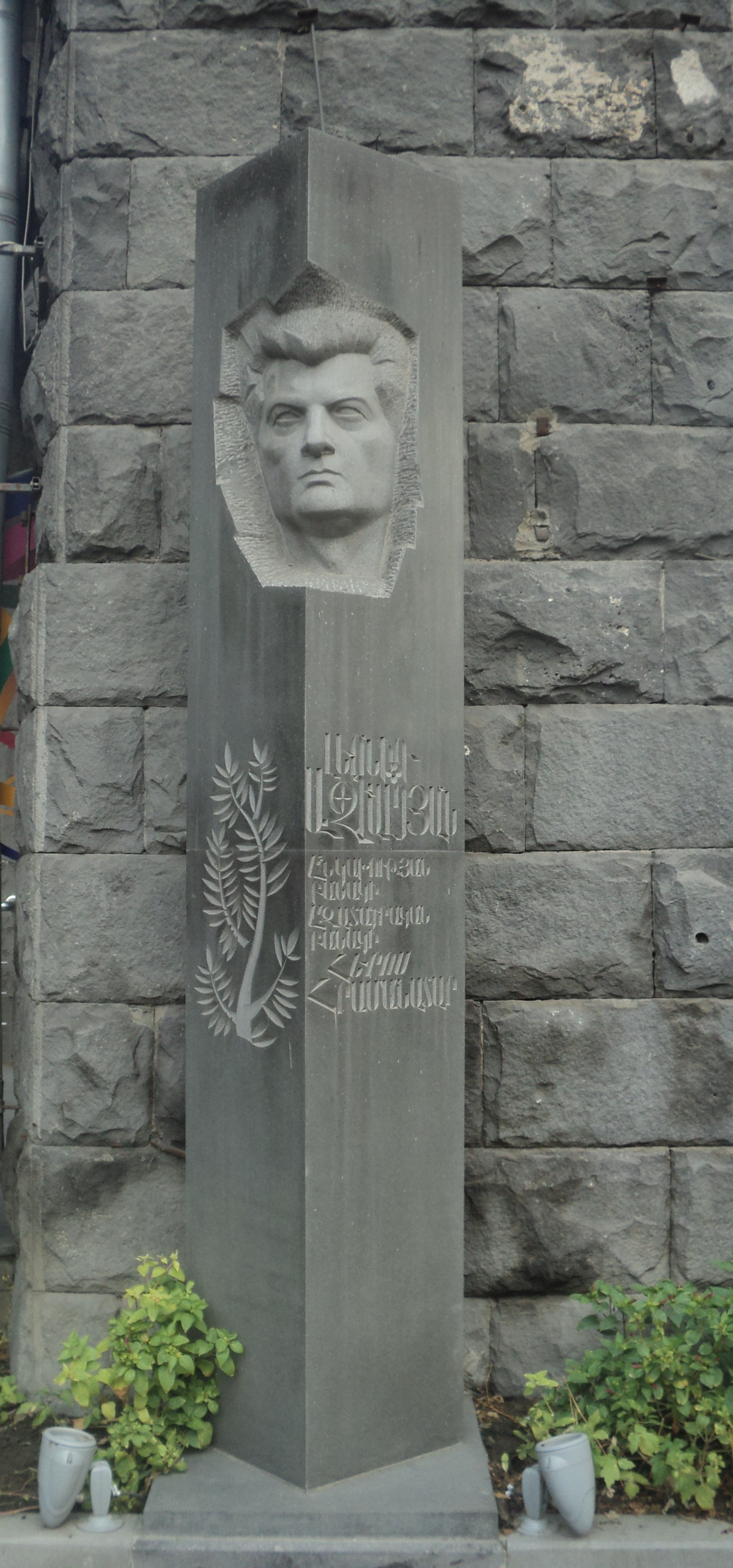